# Pedro Antonio Echagüe
Pedro Antonio Echagüe (Rosario, Santa Fe, 24 de diciembre de 1859 - Buenos Aires, 3 de noviembre de 1939) fue un abogado y político argentino, gobernador de Santa Fe entre 1906 y 1910. Pertenecía a la tradicional familia santafesina de los Echagüe y Andía.

## Biografía
Aunque nace en la ciudad de Rosario en 1859, sus estudios los hace fuera de esta ciudad. Finaliza sus estudios secundarios en el Colegio de la Inmaculada de la ciudad de Santa Fe y realiza estudios universitarios en la Universidad Nacional de Córdoba en donde se recibe de abogado en 1884.
En 1906 fue elegido Gobernador de la Provincia de Santa Fe, cargo que desempeñó hasta 1910.
Una vez finalizado su periodo como gobernador fue elegido Senador Nacional por la provincia de Santa Fe, cargo que ostentó por 9 años.
En agosto de 1919, Hipólito Yrigoyen lo designó como interventor federal de la provincia de La Rioja. En octubre del mismo año renunció y se alejó de la vida política.
Falleció en Buenos Aires en noviembre de 1939 a los 79 años de edad.